# Crittenden County (Arkansas)
Crittenden County is een county in de Amerikaanse staat Arkansas.
De county heeft een landoppervlakte van 1.580 km² en telt 50.866 inwoners (volkstelling 2000). De hoofdplaats is Marion.

## Bevolkingsontwikkeling

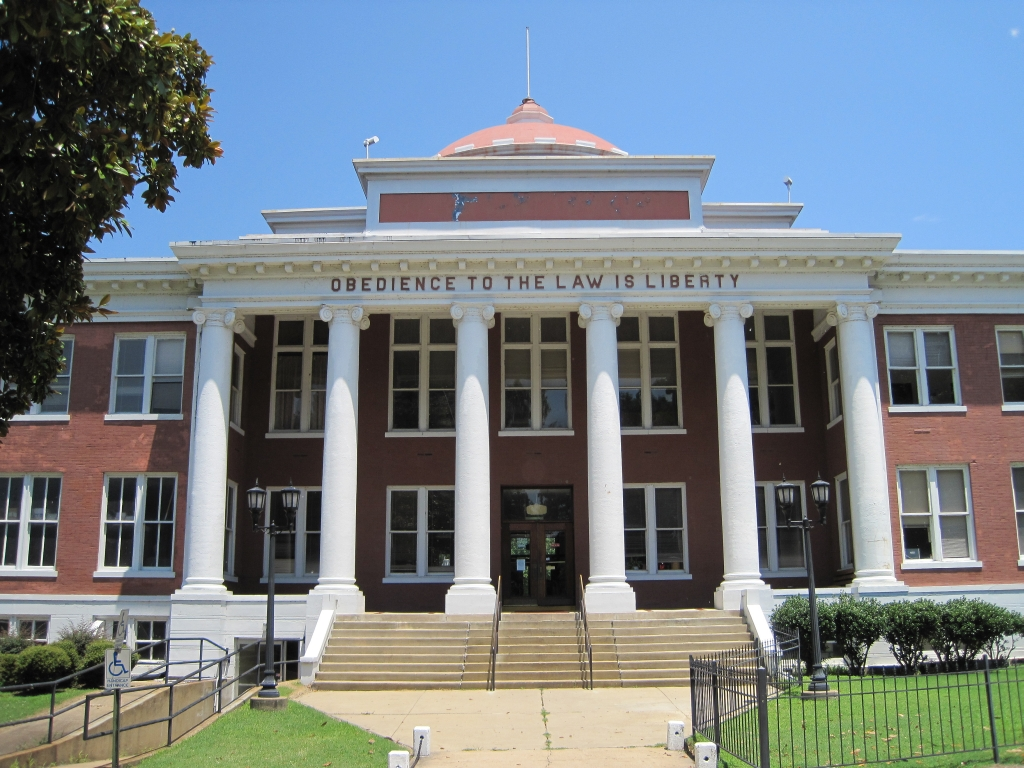
Crittenden County Courthouse